# 諾蓋山脈

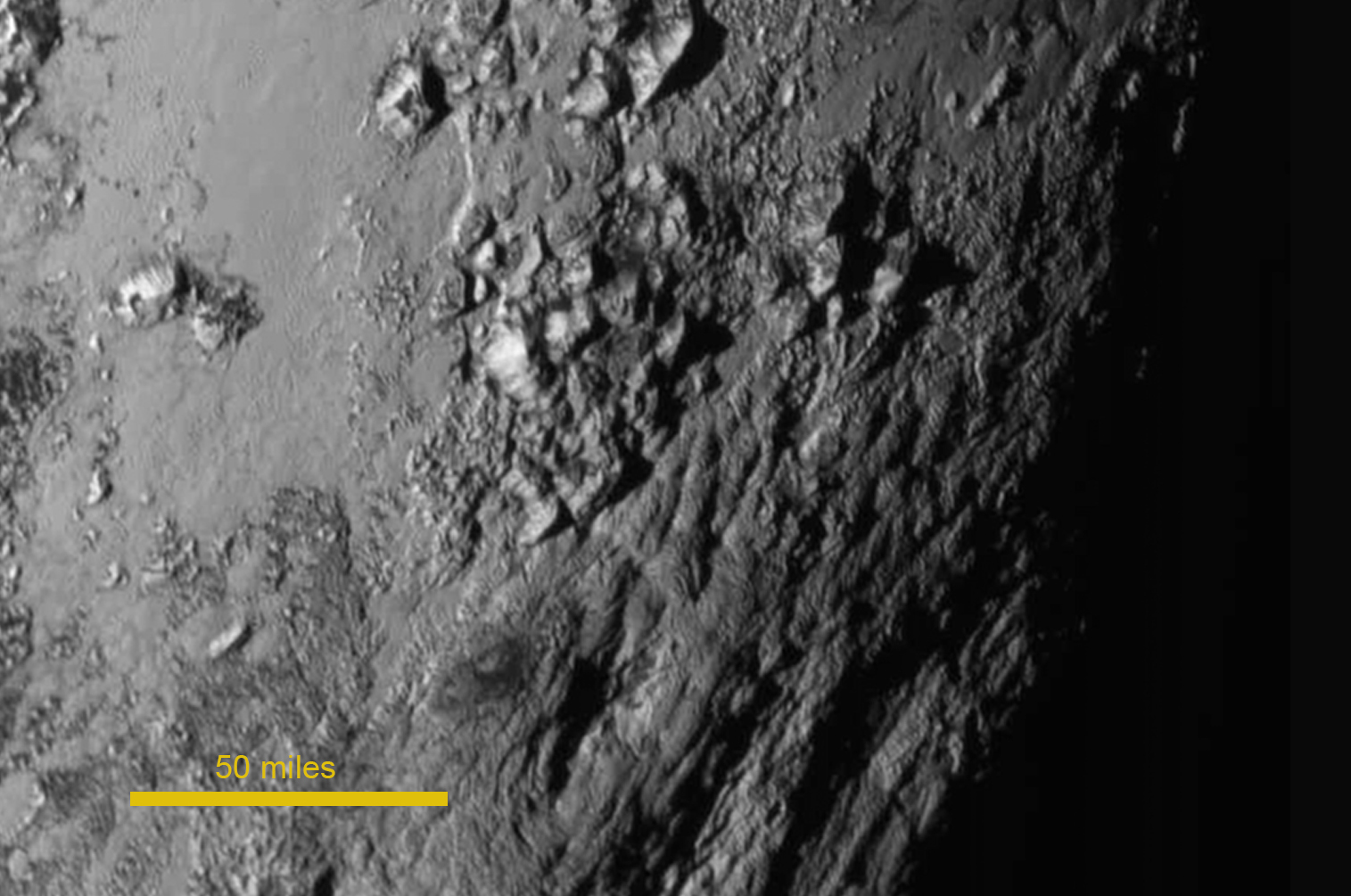
新視野號所看到的諾蓋山脈

諾蓋山脈（英語：Norgay Montes）是矮行星冥王星表面上的一座冰山山脈，有一座山高達3,400（11,000英尺）。位於湯博區南邊的明亮區域（或是赤道以南湯博區的一部分）。山脉由新视野号太空船2015年7月14日首先看到，由美国航空航天局2015年7月15日宣布，以尼泊爾登山家丹增·諾蓋之名命名，紀念其首登地球最高峰—艾佛勒斯峰的壯舉。

## 图片
- 冥王星 – 希拉里山与諾蓋山
（context; 2015年7月14日）
- 冥王星上的希拉里山与諾蓋山
（context; 2015年7月14日）[4]